# Борисов, Сергей Александрович (фотограф)
Сергей Александрович Борисов (род. 23 мая 1947 года, Москва) — советский и российский фотограф. Почётный член Союза фотохудожников России с 1992 года.
Известен снимками московской и питерской андеграундной культуры 1980-х годов, рок-концертов и неформальной молодёжи. Создавал плакаты и пластинки для многих звёзд советской эстрады, от Юрия Антонова до Аллы Пугачёвой, которой он оформил две пластинки в 80-е. Как член жюри участвовал и участвует во многих российских и международных конкурсах фотографии.

## Биография

«Акробат», 1993 год. На фото изображен Олег Газманов.

В 12 лет Борисов поступил в фотокружок Московского городского Дома пионеров, что в переулке Стопани. Затем работал в театре осветителем, объездил пол-страны в качестве работника вагона-ресторана, сменил ещё несколько работ. В середине 70-х работал выездным фотографом и занимался творческой фотографией «для души». С 1976 стал работать в рекламе.
После скандала с Бульдозерной выставкой, власти организовали специально для нонконформистов при Московском Объединённом Комитете Художников-графиков секции живописи и фотографии, и Борисов вступил в секцию фотографии. В этот период на его творчество оказала большое влияние дружба с такими художниками как Илья Кабаков, Владимир Немухин, Эдуард Штейнберг, Анатолий Зверев и многими другими. В 1980-81 прошли его персональные выставки на Малой Грузинской — «Портреты художников».
В 1982, 1983, 1984 годах за оформление пластинок Борисов получал Первые Премии Года фирмы Мелодия (единственной тогда в стране фирмы грамзаписи), затем их перестали вручать. С 1979 года стала функционировать «Студия 50А» (художественная мастерская Сергея Борисова). Так как интеллектуальная жизнь того времени происходила на чердаках и в подвалах творческих мастерских, то и подвал «Студии 50А» занял своё место в московской артистической жизни. Там устраивались выставки художников и концерты ещё не признанных групп и исполнителей, в частности Виктора Цоя и Петра Мамонова. В этот период Борисовым были побиты все рекорды по количеству пластинок, оформленных одним фотографом. Его студия стала модным местом выставок и презентаций. В 1985-м в ней отмечалась премьера спектакля «Серсо», поставленная в Театре на Таганке режиссёром Анатолием Васильевым.
С начала 1980-х Борисов стал все смелее вскрывать неофициальные стороны жизни страны — полуобнаженные или причудливо одетые по авангардно-перестроечной моде эротичные девушки с советскими воинскими атрибутами, значками и символами социализма чередовались с гротескными фотопортретами художественной тусовки на фоне сталинской архитектуры, имперских панорам Москвы или руинированных видов коммунальной эпохи — отмечает Татьяна Салзирн, журналист фотожурнала «ХЭ».

Протест был, но протест подсознательный. Вся наша жизнь была протестом, независимо от того, голыми мы были или одетыми, поскольку наш образ мыслей и чувств входил в противоречие с процессом загнивания страны Советов— Сергей Борисов
В 1984 году по заданию парижской газеты Le Monde Борисов снимал советских музыкантов — группы «Аквариум», «Кино» и других, об этом он рассказал в интервью газете «Коммерсантъ». После этого героями его ранних портретов были Борис Гребенщиков, концептуалист Илья Кабаков, Виктор Цой, Жанна Агузарова, Сергей «Африка» Бугаев. Его фотографии андерграунда, а затем первых ростков перестройки обошли практически весь мир. Борисов публиковался в таких изданиях как «Actuelle», «Le Monde», «Photo», «Vogue» (Париж), «Interview», «Spin» (Нью-Йорк), «Face» (Лондон), «Epoca», «Zoom» (Италия), «Manchette» (Бразилия), «Winner», «Tempo», «Nitro» (Германия), «El Paix» (Испания), и многих других, а в России — практически во всех значимых журналах.
В 1985 он сыграл самого себя в фильме «Танцы на крыше». С конца 80-х Борисов стал уделять больше внимания выставкам и эксклюзивным проектам, меньше работе по заказам и в прессе. В конце 93-го издательство «Avant Gard» выпустило альбом-монографию «Сергей Борисов. Фотографии».
В 1994 году его фотография «Полёт», сделанная ещё в 1988 году, была продана на аукционе Sotheby’s в Лондоне. В настоящее время фотографии Сергея Борисова регулярно продаются в различных галереях и на аукционах Европы, в том числе на Sotheby’s, Сhristie’s, Phillips. Его работы выставляются в российских и зарубежных музеях.
В 2007 Московский Дом Фотографии в серии «классики российской фотографии» выпустил альбом «Сергей Борисов».
Начало 2010-х прошло в русле возрождения значимости студии Сергея Борисова — Студии 50А. Был проведен ряд выставок, так или иначе связанных со студией. Фонд Ruarts выпустил большой фотоальбом «Студия 50А».

## Музейные коллекции
Работы Борисова хранятся в коллекциях музеев:
- Kunsthaus, Zurich.
- Kunstmuseum Bern[14].
- Musee d’Elisee, Lozanna.
- MIT-Museum. Cambridge, Ma. USA.
- The Jane Voorhees Zimmerli Art Museum at Rutgers. USA[15].
- Museum University State of Texas. Austin. USA.
- The Jane Voorhees Zimmerli Art Museum at Rutgers. USA.
- The State University of New Jersey. New Brunswick. NJ. USA
- Museum d’Arto Russo. Roma.
- Музей гонимого искусства. Иерусалим.
- Московский дом фотографии[16]
- Музей фотографических коллекций
- Музей истории Москвы
- Государственная Третьяковская галерея. Москва.
- Музей Бориса Ельцина. Екатеринбург.

### Интервью
- Ирина Кулик. Солидные мне неинтересны // Коммерсантъ : газета. — 2007. — № 137 (3713).
- Мария Кравцова. Эти мифы я не собираюсь разрушать // artguide.com. — 2013.

### Статьи
- Юлия Браваренко. Хотите посмотреть на голую богему? // Комсомольская правда : газета. — 2012. — № 108.

## Избранные выставки
С 1976 года Борисов принимал участие в различных выставках, которые проходили не только на родине, но и в Париже, Цюрихе, Берлине, Лондоне и многих других городах по всему миру.
- 2019 ПЕРКИННАЛЕ. Музей АРТ4. Москва, Россия[17]
- 2018 Zietgeist. Персональная выставка. Фонд "Пловдив 2019", Пловдив, Болгария[18]
- 2018 Zietgeist. Персональная выставка. Национальная художественная галерея Софии, София, Болгария[19]
- 2017 Кинотавр 2017, Зимний театр, Сочи, Россия
- 2017 Zeitgeist. Московский музей современного искусства, Москва, Россия[20]

- 2017 Girls Girls Girls. Персональная выставка. Галерея Ruarts. Москва, Россия
- 2016 Альтернатива. Галерея А3. Москва, Россия
- 2016 Против течения. Российская Академия Художеств. Москва, Россия
- 2016 Энциклопедия фотографии (1891—1991). ВДНХ. Москва, Россия
- 2016 Ночь музеев. Андеграунд жив! Студия 50А. Москва, Россия
- 2016 Эволюция взгляда. 1991—2016. ЦВЗ Манеж. Москва, Россия
- 2015 Открытие музея Б. Н. Ельцина. Екатеринбург, Россия
- 2015 Рабочий и колхозница. Личное дело. РиК. Манеж. Москва, Россия
- 2015 В поле зрения. Эпизоды художественной жизни 1986—1992. Фонд культуры Екатерина. Москва, Россия
- 2015 Glastnost and Perestroyka in Moscow. Персональная выставка. Каталог. Галерея AKKA, Цюрих, Швейцария
- 2015 Архив М ММСИ. Москва, Россия
- 2014 Перформанс в России: картография истории. ЦСИ Гараж. Москва, Россия
- 2014 Ноль объект. Московский Арт Медиа Музей. Москва, Россия
- 2013 Красота без гламура. Государственный Русский музей. Санкт-Петербург, Россия
- 2013 Время колокольчиков — Центр фотографии братьев Люмьер[21]. Москва, Россия
- 2013 Московские истории ХХвек. Часть II, Центр фотографии им. братьев Люмьер. Москва, Россия
- 2012 Тишина это смерть. Артплэй. Москва, Россия
- 2012 Видео Арт Сергея Борисова. Гос. Центр. Совр. Иск. Москва, Россия
- 2012 Альтернативная мода до прихода глянца. Формула. Этажи. Санкт-Петербург, Россия
- 2012 Иконы 90-х Лофт Проект ЭТАЖИ, «Пятый этаж». Санкт-Петербург, Россия
- 2012 Голая богема. Галерея Ruarts. Москва, Россия
- 2011 Passion Bild. Russische Kunst seit 1970. Kunst Museum. Берн, Швейцария
- 2011 Иконы 90-х. Центр фотографии им. Братьев Люмьер. Москва, Россия
- 2011 Михаил Горбачев. Перестройка. ЦВЗ Манеж. Москва, Россия
- 2010 La Lecon de l’histoire. Palais de Tokio. Париж, Франция.
- 2010 Иконы 1960 1980. Центр фотографии им. Братьев Люмьер. Москва, Россия
- 2007 Люди и время. Персональная выставка. ЦВЗ Манеж. Москва, Россия
- 2007 Соцарт. Государственная Третьяковская Галерея. Москва, Россия
- 2006 Сергей Борисов. Персональная выставка. Галерея Глаз. Москва, Россия
- 1999 ЗОЛОТОЙ CANON. Первый Приз. Гос. Кремлёвский Дворец. Москва, Россия

- 1999. Сергей Борисов. Культурфорум, Оберурзель, Германия
- 1998. Generation Next. Галерея Alexander, Вашингтон, США
- 1998. Люди и мода Новой Культуры. ЦВЗ Манеж, Москва, Россия
- 1998. Типология моды. ЦВЗ Манеж, Москва, Россия
- 1997. Portraet einer Zeit. Fotos von Sergei Borisov. Галерея Ars, Бирменсдорф, из коллекции Рольфа Шэрера, Швейцария
- 1996. Поколение Х. Малый Манеж, Москва , Россия
- 1996. Russia, Generazione X. Галерея Il Diaframma-Kodak Cultura, Милан, Италия
- 1996. Фиеста. Пресс-центр ХIХ Московского кинофестиваля, Москва, Россия
- 1996. Континенты. Телецентр, Рязань, Россия
- 1995. Париж-Москва. Эрмитаж-клуб, Москва, Россия